# São Geraldo (Belo Horizonte)

São Geraldo é um bairro de médio padrão situado na região leste do município de Belo Horizonte. Tem uma área de 136,072 hectares e população estimada em 13.974 pessoas. Localiza-se a 19° 53' 53" S 43° 53' 54" O.

## História
O bairro teve origem nas propriedades da Fazenda de Freitas, que correspondia às áreas atuais dos bairros São Geraldo e Caetano Furquim. O mapa cartográfico da cidade de Belo Horizonte do ano de 1932, mostra como a área ainda fazia parte da Fazenda citada. Quatro anos depois, conforme mapa cartográfico da cidade de Belo Horizonte datado de 1936, o local hoje ocupado pelo bairro São Geraldo já havia sido loteado na ocasião pela construtora Giffoni & Cia com a designação de "Villa Mariano de Abreu".  Nos primeiros anos de loteamento, a região esteve estagnada, devido à dificuldade de acesso, de transporte e falta de infraestrutura do local na época.  A ocupação da área atual do bairro começou a crescer a partir do ano de 1950, quando a Prefeitura realizava obras de captação de água no local e o bairro começou a se desenvolver.  A Villa Mariano de Abreu compreendia a área entre as antigas estações ferroviárias do Horto Florestal e de Freitas (localizada às margens do bairro Caetano Furquim).  O bairro passou a ser chamado de São Geraldo devido a construção da Paróquia, esta que foi inaugurada em  1º de janeiro de 1952, no entorno da atual Praça Santuário São Geraldo (a Paróquia era uma pequena capela ainda existente ao lado do atual templo).  A partir do decreto 3.049 de 22 de abril de 1977, a vila passou a ser denominada Bairro Mariano de Abreu. Posteriormente, tornou-se oficialmente, enfim, Bairro São Geraldo. Mas, conforme mapa da cidade de Belo Horizonte atualizado em 1970, a designação de "São Geraldo" ao bairro já era utilizada na ocasião. 

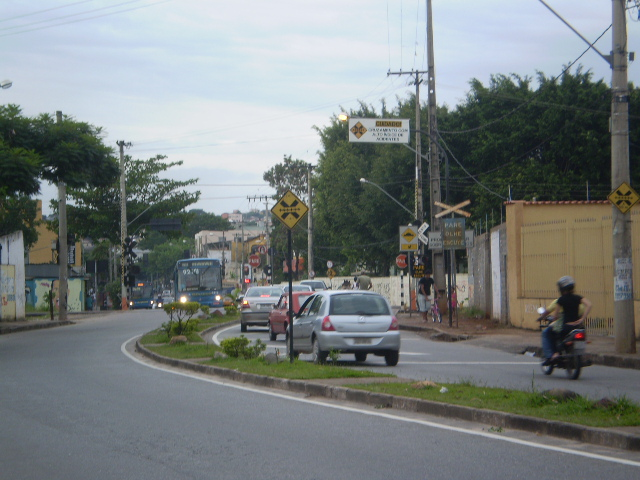
Passagem de nível da ferrovia da Companhia Vale sobre a Avenida Itaituba.

O bairro no início dos anos 50 tinha condições precárias, com problemas como falta de água, luz e saneamento básico. Até por volta de 1979/1980, boa parte das ruas eram de terra batida e tinham muitos buracos, situação que começou a mudar a partir de então, quando a maioria destas ruas começaram a receber calçamento. Várias destas ruas foram asfaltadas alguns anos depois, sendo que atualmente ainda há algumas ruas com calçamento remanescentes.   

## Infraestrutura
As principais vias do bairro são as Avenidas Itaité e Silva Alvarenga, onde os moradores encontram boa infraestrutura em termos de comércio, como sacolões, farmácias e drogarias, padarias e salões de beleza. As vias de acesso ao bairro são a Avenida dos Andradas, Avenida José Cândido da Silveira, Avenida Itaituba e Avenida Elísio de Brito.
A região é servida por linhas de ônibus, com acesso pelas avenidas dos Andradas e Silviano Brandão. Há ainda uma estação de metrô, a Estação Santa Inês, distante 1.500m da Praça Santuário São Geraldo. O bairro é um lugar onde as pessoas compram e constroem suas casas para morar. À medida que as famílias veem seus filhos se casando, suas casas são expandidas, na maioria das vezes com a construção de barracões, separando-os da casa principal.
A Praça Santuário São Geraldo passou por uma grande reforma nos anos de 2012/2013, sendo totalmente alterada a sua estrutura, com mais espaços abertos no centro da praça, mais bancos para sentar, além da instalação de aparelhos de ginástica e de um coreto em estilo moderno. 
Em obra que se iniciou no ano de 2011,  foi resolvido um antigo problema existente no bairro, que era a questão dos trilhos de trem com passagens de nível. Esse fato causava transtornos como congestionamentos na Avenida Itaituba (ligação do centro da capital com o bairro) e também causava acidentes com trens na antiga "curva do cachorro magro" localizada no bairro Caetano Furquim. Foi realizada uma obra pela Companhia Vale que incluiu a transposição dos trilhos, sendo construídos viadutos ferroviários, estes que extinguiram as passagens de nível dos bairros São Geraldo e Caetano Furquim.
Destaca-se que a outra passagem de nível que existia anteriormente no bairro era no antigo acesso do bairro São Geraldo ao bairro Esplanada, que era uma ponte que existia às margens da Rua Souza Aguiar e atravessava onde atualmente passa a Avenida dos Andradas, até numa rua que se chama "Rua da Ponte", em alusão à antiga ponte existente no local. Devido à extensão das obras de canalização do Ribeirão Arrudas no trecho entre o bairro São Geraldo até a cidade de Sabará, que se iniciou no ano de 1992, foi fechado este acesso para veículos entre os bairros São Geraldo e Esplanada, sendo que este acesso passou a ser realizado a partir de então,  pela Avenida Itaituba.  Foi necessário ser alterado inclusive, na época, o itinerário das linhas de ônibus que iam para os bairros São Geraldo, Caetano Furquim e Casa Branca.   

## Esporte e cultura
O esporte também sempre foi marcante no bairro e um dos nomes importantes da região é o professor de judô Geraldo Brandão de Oliveira.  Ele é o responsável pela academia "Judô São Geraldo", localizada na Av. Itaité, próxima à Praça São Geraldo, estando há décadas incentivando o esporte no bairro. 
Outra importante área do bairro é o Centro Cultural São Geraldo (CCSG), que foi inaugurado em 12 de dezembro de 2009. Localizado na Avenida Silva Alvarenga, o CCSG está instalado em uma área de 480 m² e tornou-se um local de convívio da comunidade, com oferta de uma programação cultural diversificada e de boa qualidade. O CCSG possui infraestrutura adequada para diversas práticas, como auditório multiuso, sala para oficinas, biblioteca com espaço de processamento técnico, sala de administração, almoxarifado, copa e hall para exposições. 

## Instituições de Ensino
Escolas Públicas e Particulares:
- E. M. Monsenhor João Rodrigues de Oliveira
- E. M. Padre Francisco Carvalho Moreira
- E. E. Sarah Kubitschek
- Instituto Pedagógico Piruli
- Escola Infantil Objetivo

## Linhas de ônibus
Passam na parte interna do bairro:
- 9502 - São Geraldo/São Francisco - Via Esplanada
- 9211 - Caetano Furquim/Havai
- 9250 - Caetano Furquim/Nova Cintra - Via Savassi
- 9411 - Casa Branca/São José
- 9550 - Casa Branca/São Francisco

'Passam no entorno do bairro, à Avenida dos Andradas:'
- 9032 - Granja de Freitas

'Passam na divisa com o bairro Boa Vista, à Avenida Itaituba:'
- 4801A - Jardim Filadélfia/Boa Vista
- 9205 - Nova Vista/Nova Cintra - (Atendimento ao bairro Patrocínio) - Via Avenida dos Andradas